# Jacobina (kommun)
Jacobina är en kommun i Brasilien.   Den ligger i delstaten Bahia, i den östra delen av landet, 1 000 km nordost om huvudstaden Brasília. Antalet invånare är 79 285.
Följande samhällen finns i Jacobina:
- Jacobina

Omgivningarna runt Jacobina är huvudsakligen savann. Runt Jacobina är det glesbefolkat, med 20 invånare per kvadratkilometer.